# 한국잡월드
한국잡월드(韓國 Job World)는 청소년들의 건전한 직업관 형성과 진로 및 직업 선택을 지원하기 위해 설립된 고용노동부 산하 공공기관으로 대한민국 유일의 국립 직업 체험관이다.

## 설립 근거
- 고용정책기본법

한국잡월드는 청소년들의 건전한 직업관 형성과 진로 및 직업선택을 지원하기 위해 설립된 고용노동부 산하 공공기관으로 우리나라 유일의 국립 직업체험관이다.

## 주요 업무
- 직업 관련 자료·정보의 전시 및 제공
- 직업체험프로그램 개설·운영
- 청소년 등에 대한 직업교육프로그램 개설·운영
- 교사 등에 대한 직업지도 교육프로그램 개설·운영
- 직업상담 및 직업심리검사 서비스 제공
- 직업 관련 자료·정보의 전시기법 및 체험프로그램 연구·개발
- 위의 사업에 관한 국제협력과 그 밖의 부대사업
- 그 밖에 고용노동부장관, 다른 중앙행정기관의 장 또는 지방자치단체의 장으로부터 위탁받은 사업

## 연혁
- 2004년 1월 7일 한국잡월드 설립계획 수립
- 2005년 5월 1일 전국 지방자치단체 대상 공모를 통해 설립부지 선정
- 2012년 5월 15일 한국잡월드 개관[1]

## 조직

### 이사장

#### 경영관리본부
- 경영기획팀
- 운영지원팀
- 시설안전팀

#### 대외협력본부
- 고객홍보팀
- 사업관리팀

#### 운영본부
- 직업진로연구개발팀
- 전시체험운영팀
- 숙련기술전수체험관TFT

## 사건·사고 및 논란

### 시유지 헐값 매입 논란
2005년 35개 지방자치단체와 경쟁 끝에 2,000억 원의 사업비가 투입된 종합직업체험관 한국잡월드가 성남시 유치로 결정되었다. 이에 따라 성남시청은 2006년 분당구 정자동 시유지 80,000m²(약 24,000평)를 고용노동부(당시 노동부)에 매각했다. 매각 금액은 약 473억 원으로 3.3m²(1평)당 195만 원꼴인데, 당시 이 땅의 공시지가는 3.3m²당 207만 원으로, 전체 땅값은 503억 원에 이른다. 게다가 판교신도시와 가까운 이곳은 추정 시세가 3,000억 원이 넘는 ‘금싸라기 땅’이어서 헐값 매각 논란이 일고 있다. 게다가 잡월드 터와 맞붙은 시유지를 개발하려면 미리 고용부와 협의가 필요하여 자기 땅을 자기 마음대로 개발하지 못하게 된 셈인데도 성남시민 입장료 할인 등 지역 주민에 대한 혜택도 거의 없다.
이에 대해 장의성 한국잡월드 이사장은 “민간기업 유치를 위해 시유지를 싸게 팔았다면 특혜가 될 수 있겠지만 잡월드는 국가 소유 시설로 성격이 다르다”며 “잡월드 근처에 유흥시설이 들어설 수도 있기 때문에 개발 전에 두 기관이 협의하도록 협약을 맺은 것”이라 밝혔다.

### 무료입장 요구 논란
2012년 2월 6일 성남교육희망네트워크 등 19개 교육·시민단체들은 "잡월드의 운영계획을 공공성 있게 개편해 모든 어린이와 청소년들이 스스로의 꿈을 찾는 데 도움이 되도록 해야 한다"며 입장료 무료화를 요구했다.
한편, 한국잡월드 측은 입장료 문제에 대해 정부 예산지원 등을 고려해 민간 시설의 60% 수준(15,000~20,000원)에서 검토 중인 것으로 전해졌다. 잡월드 한 관계자는 "자체적으로 운영비를 부담해야 하기 때문에 국가가 지원하지 않으면 (무료입장은) 어렵다"고 말했다.
110개 직업 미리 체험해보는 한국잡월드는 2012년 5월 15일 개관하였는데 전시·체험시설로는 직업세계관, 어린이체험관, 청소년체험관, 진로설계관 등 4개 시설로 구성돼 있으며 1일 최대 7,000명을 수용할 수 있다. 한국잡월드 이용요금체계는 입장료와 프로그램 체험료로 나뉘는데 어린이체험관의 경우 민간체험시설의 절반 수준이다.
입장료는 어른 5,000원, 어린이·청소년 3,000원인데 입장료를 내면 한국잡월드 내 직업세계관과 진로설계관 등을 자유롭게 이용할 수 있다. 어린이체험관의 경우 1·2부로 2회 운영되며 각 회차당 체혐료 13,000원(주말 15,000원)으로 4시간 동안 원하는 체험실을 이용할 수 있다. 청소년관은 60분 프로그램 1개당 5,000원(주말 6,000원)이다.
학교나 단체, 개인 모두 1년전부터 예약이 가능하다. 잔여석이 있는 경우 현장에서 발권 및 입장이 가능하다. 이와 함께 홈페이지 사이버체험실에서는 80개 직업 체험실의 내부구조와 교육내용 등을 제공하고 있어 체험실 예약시 유용하게 활용할 수 있다.

## 같이 보기
- 키자니아